# گارگین
گارگین (زبان ارمنی: Գարեգին), نام کوچک مردانه رایج در میان ارمنیان می‌باشد و ممکن است به یکی از موارد زیر اشاره داشته باشد:
- گارگین یکم، پیشوای مذهبی ارامنه حوزه اچمیادزین
- گارگین دوم، پیشوای مذهبی ارامنه حوزه اچمیادزین
- گارگین بس
- گارگین آپرسوف
- گارگین پاسدرماجیان معروف به آرمن گارو، سیاست‌مدار و دیپلمات
- گارگین خاژاک، روزنامه‌نگار، و نویسنده
- گارگین خاچاتریان، مجسمه‌ساز، هنرمند
- گارگین دوچیان
- گارگین ساروخانیان
- گارگین هاروتیونوف، سیاست‌مدار و کارآفرین
- گارگین نژده، متفکر سیاسی، فدایی، و یکی از رهبران کلیدی سیاسی و نظامی اولین جمهوری ارمنستان، فدراسیون انقلابی ارمنی و قهرمان ملی ارمنیان